# Amaro Felicíssimo da Silveira
Amaro Felicíssimo da Silveira (4 de maio de 1914 - Gaggio Montano, 20 de novembro de 1944) foi um militar brasileiro morto em combate durante a Segunda Guerra Mundial.

## Vida Militar
Combateu com o Esquadrão de Reconhecimento da Força Expedicionária Brasileira, durante a Segunda Guerra Mundial. Era 2º Tenente, quando tombou em cumprimento do dever à frente de uma patrulha, na região de Montilloco nas encostas do maciço Belvedere La Torraccia a 20 de novembro de 1944.

## Condecorações
- Medalha de Campanha

## Homenagem
O Decreto Nº 20.060, de 17 de agosto de 1949 dá a denominação de “Esquadrão Tenente Amaro” ao 1º Esquadrão de Reconhecimento Mecanizado, em consideração às destacadas ações militares realizadas nos campos da Itália e em sua memória.